# ماسانتس وانک
ماسانتس وانک (ارمنی: Մասանց վանք) (Մեյսարու վանք)) یک صومعه متعلق به کلیسای حواری ارمنی واقع در شهر میسری، شهرستان شماخی در جمهوری آذربایجان می‌باشد. ساخت و ساز این ساختمان در سده ۱۷ام میلادی به پایان رسید. این بنا به سبک معماری ارمنی طراحی شده‌است.